# Augusto Cambón
Augusto Cambón Rosas (Montevideo, 17 de enero de 2005) es un futbolista uruguayo. Juega de delantero centro y su equipo actual es el Defensor Sporting Club de la Primera División de Uruguay.

## Trayectoria
Comenzó a jugar en el baby fútbol a los 3 años en Unión Vecinal, equipo de Montevideo. Fue fichado por Defensor Sporting en el año 2016 y realizó las divisiones juveniles en el club profesional de la capital del país. En el año 2019 disputó 34 partidos con la sub-14 y convirtió 31 goles, fue el segundo máximo artillero de la categoría detrás de Luciano Inverso de Nacional. Fue dirigido por Ignacio Ithurralde en la sub-15, debido a la Pandemia de COVID-19 de 2020 no hubo tantos partidos, de igual forma jugó 15 encuentros, convirtió 5 goles y fueron campeones. Con la sub-16 jugó 17 partidos, anotó en 9 ocasiones y volvieron a ser campeones de la categoría en 2021. En el 2022 logró el tricampeonato de su categoría, esta vez con Quinta División, participó en 27 juegos y convirtió 13 goles.
El entrenador del primer equipo, Marcelo Méndez lo ascendió a entrenar en algunas oportunidades con el plantel profesional, pero no jugó amistosos de pretemporada. Fue en la fecha 2 del Torneo Apertura 2023 cuando estuvo en el banco de suplentes por primera vez, contra Wanderers, no tuvo minutos y empataron 1-1.
Debutó como profesional en la fecha 3 del Apertura el 19 de febrero de 2023, ingresó al minuto 90 por Matías Rocha para enfrentar a La Luz en el Estadio Luis Franzini con el partido empatado sin goles, de inmediato recibió un centro y le dio al balón un cabezazo dirigido abajo a la derecha, el portero Ramiro Méndez lo desvió al tiro de esquina, cuando fue ejecutado le quedó un rebote en el área chica y de un derechazo convirtió su primer gol, que significó el triunfo 1-0. Jugó su primer partido con 18 años y el dorsal 13 en la espalda, incluso jugó con los profesionales antes que con la sub-19 o la Tercera División del equipo.
En su primera temporada como profesional disputó 16 partidos y convirtió 2 goles, Defensor Sporting culminó el año en cuarta posición de la tabla anual, por lo que clasificaron a la Copa Libertadores del año siguiente.

## Selección nacional
Augusto ha sido parte de la selección de Uruguay en las categorías juveniles sub-17 y sub-20
En noviembre de 2021 fue citado por primera vez para entrenar con Uruguay en la categoría sub-17 por el entrenador Diego Demarco, no jugó partidos amistosos pero fue su primera experiencia como seleccionado.
El 16 de mayo de 2023 se jugó un partido amistoso entre un combinado de Defensor Sporting y la selección sub-20 de Uruguay, Cambón estuvo con su club, convirtió 2 goles y empataron 2-2, fue el último partido de preparación previo a la Copa Mundial, posteriormente la selección uruguaya sub-20 se coronaría campeona mundial por primera vez.
Fue citado por Marcelo Bielsa para ser parte de un grupo sparring de la selección mayor, como preparación de las eliminatorias de septiembre de 2023.

## Estadísticas

### Clubes
Actualizado al último partido citado el 28 de junio de 2025.
| Club                           | Div.          | Temporada     | Liga  | Liga  | Liga   | Copas nacionales | Copas nacionales | Copas nacionales | Copas internacionales | Copas internacionales | Copas internacionales | Total | Total | Total  |
| Club                           | Div.          | Temporada     | Part. | Goles | Asist. | Part.            | Goles            | Asist.           | Part.                 | Goles                 | Asist.                | Part. | Goles | Asist. |
| ------------------------------ | ------------- | ------------- | ----- | ----- | ------ | ---------------- | ---------------- | ---------------- | --------------------- | --------------------- | --------------------- | ----- | ----- | ------ |
| Defensor Sporting C. · Uruguay | 1.ª           | 2023          | 15    | 2     | 0      | 1                | 0                | 0                | 0                     | 0                     | 0                     | 16    | 2     | 0      |
| Defensor Sporting C. · Uruguay | 1.ª           | 2024          | 11    | 0     | 0      | 5                | 1                | 2                | 0                     | 0                     | 0                     | 16    | 1     | 2      |
| Defensor Sporting C. · Uruguay | 1.ª           | 2025          | 6     | 0     | 0      | -                | -                | -                | 0                     | 0                     | 0                     | 6     | 0     | 0      |
| Defensor Sporting C. · Uruguay | Total club    | Total club    | 32    | 2     | 0      | 6                | 1                | 2                | 0                     | 0                     | 0                     | 38    | 3     | 2      |
| Total carrera                  | Total carrera | Total carrera | 32    | 2     | 0      | 6                | 1                | 2                | 0                     | 0                     | 0                     | 38    | 3     | 2      |
| 1. 2.                          |               |               |       |       |        |                  |                  |                  |                       |                       |                       |       |       |        |

### Selección
Actualizado al último partido citado el 5 de septiembre de 2024.
| Selección         | Temporada         | Continental | Continental | Continental | Mundial | Mundial | Mundial | Amistosos | Amistosos | Amistosos | Total | Total | Total  |
| Selección         | Temporada         | Part.       | Goles       | Asist.      | Part.   | Goles   | Asist.  | Part.     | Goles     | Asist.    | Part. | Goles | Asist. |
| ----------------- | ----------------- | ----------- | ----------- | ----------- | ------- | ------- | ------- | --------- | --------- | --------- | ----- | ----- | ------ |
| Sub-20 · Uruguay  | 2024              | —           | —           | —           | —       | —       | —       | 3         | 0         | 0         | 3     | 0     | 0      |
| Sub-20 · Uruguay  | Total sel.        | 0           | 0           | 0           | 0       | 0       | 0       | 3         | 0         | 0         | 3     | 0     | 0      |
| Total selecciones | Total selecciones | 0           | 0           | 0           | 0       | 0       | 0       | 3         | 0         | 0         | 3     | 0     | 0      |

## Palmarés

### Títulos nacionales
| Título       | Club                 | País    | Año  |
| ------------ | -------------------- | ------- | ---- |
| Copa Uruguay | Defensor Sporting C. | Uruguay | 2023 |
| Copa Uruguay | Defensor Sporting C. | Uruguay | 2024 |